# Bange Nauli
Bange Nauli is een bestuurslaag in het regentschap Mandailing Natal van de provincie Noord-Sumatra, Indonesië. Bange Nauli telt 348 inwoners (volkstelling 2010).